# Elettrotreno DB 472
L’elettotreno serie 472 della Deutsche Bundesbahn (ora della Deutsche Bahn) è un elettrotreno a tre elementi progettato per l'esercizio della S-Bahn di Amburgo.

## Composizione
Si tratta di un elettrotreno a tre elementi, tutti motori, di cui i due d'estremità hanno una cabina di guida e sono classificati nella serie 472; l'elemento centrale, senza cabina, è invece classificato nella serie 473.

## Storia
Gli elettrotreni serie 472 furono progettati negli anni settanta del XX secolo, in previsione dell'attivazione del passante ferroviario di Amburgo, che è caratterizzato da forti acclività. Per tale motivo, la Deutsche Bundesbahn preferì non replicare i precedenti elettrotreni serie 470, ma si orientò verso un treno con tutti gli elementi motorizzati. Anche i frontali furono completamente ridisegnati, e costruiti con l'uso di materiale plastico.
La prima serie di 30 elettrotreni fu consegnata dal 1974 al 1976; dal 1982 al 1984 seguì una seconda serie di 32 convogli.

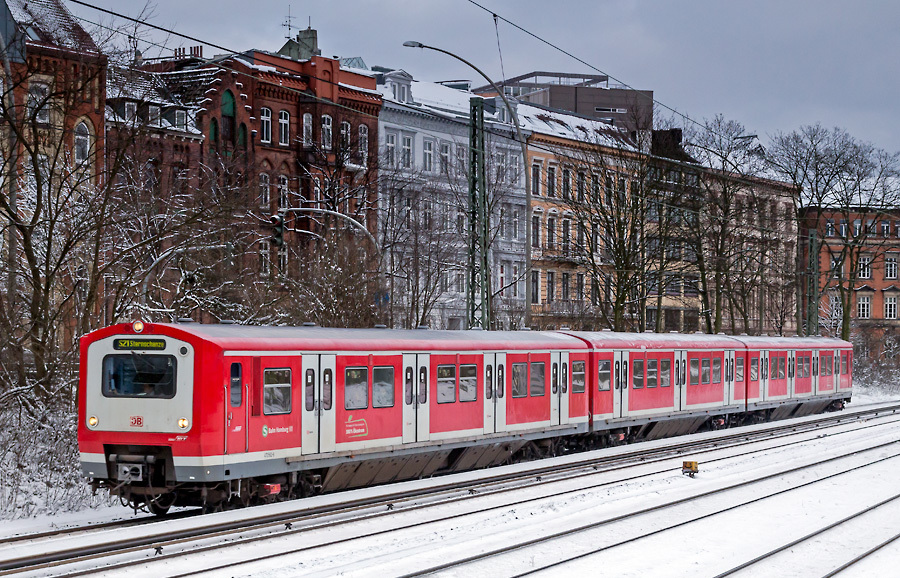
Elettrotreno in livrea bianco-rossa

Fra gli anni novanta e l'inizio del decennio successivo i treni furono sottoposti a diversi interventi di restyling, fra i quali la sostituzione dell'arredamento interno, l'abolizione della prima classe (in origine vi era adibita la vettura intermedia) e la sostituzione della livrea blu oceano e beige d'origine con una nuova bianco-rossa, ispirata ai colori cittadini.